# 麥高雲站
麥高雲站（英語：McCowan Station）是一座已停用的多倫多地鐵士嘉堡輕鐵車站，坐落加拿大安大略省多倫多士嘉堡麥高雲道和布殊比道（Bushby Drive）的交界處，鄰近該線的麥高雲車廠，於1985年3月22日聯同該線其他車站一起開幕後成為其東北端終點站，運作至2023年7月24日該線關閉為止。
隨著士嘉堡輕鐵車隊的壽命接近終結，多倫多公車局（TTC）於2021年提議在2023年停運該線並以巴士服務取代之，直至布魯亞－丹佛線延線開通為止。士嘉堡輕鐵於2023年7月24日出現脫軌事故後，該線較原定提早四個月停運，麥高雲站亦隨之關閉。布魯亞－丹佛線延線將於麥高雲站以北設置一座新的士嘉堡中心站，暫定2030年啓用。
麥高雲站關閉前，曾有15條TTC巴士線（13條日間路線，兩條深宵路線）和一條杜林區公車局巴士線駛經此處。

## 外部連結
- 维基共享资源上的相關多媒體資源：麥高雲站
- （英文）TTC McCowan Station （页面存档备份，存于）－多倫多公車局網站 麥高雲站頁面